# Amieva
Amieva is een gemeente in de Spaanse provincie Asturië in de regio Asturië met een oppervlakte van 113,90 km². Amieva telt 712 inwoners (1 januari 2016).

## Demografische ontwikkeling
Bron: INE, 1857-2011: volkstellingen